# Inge Kurtz

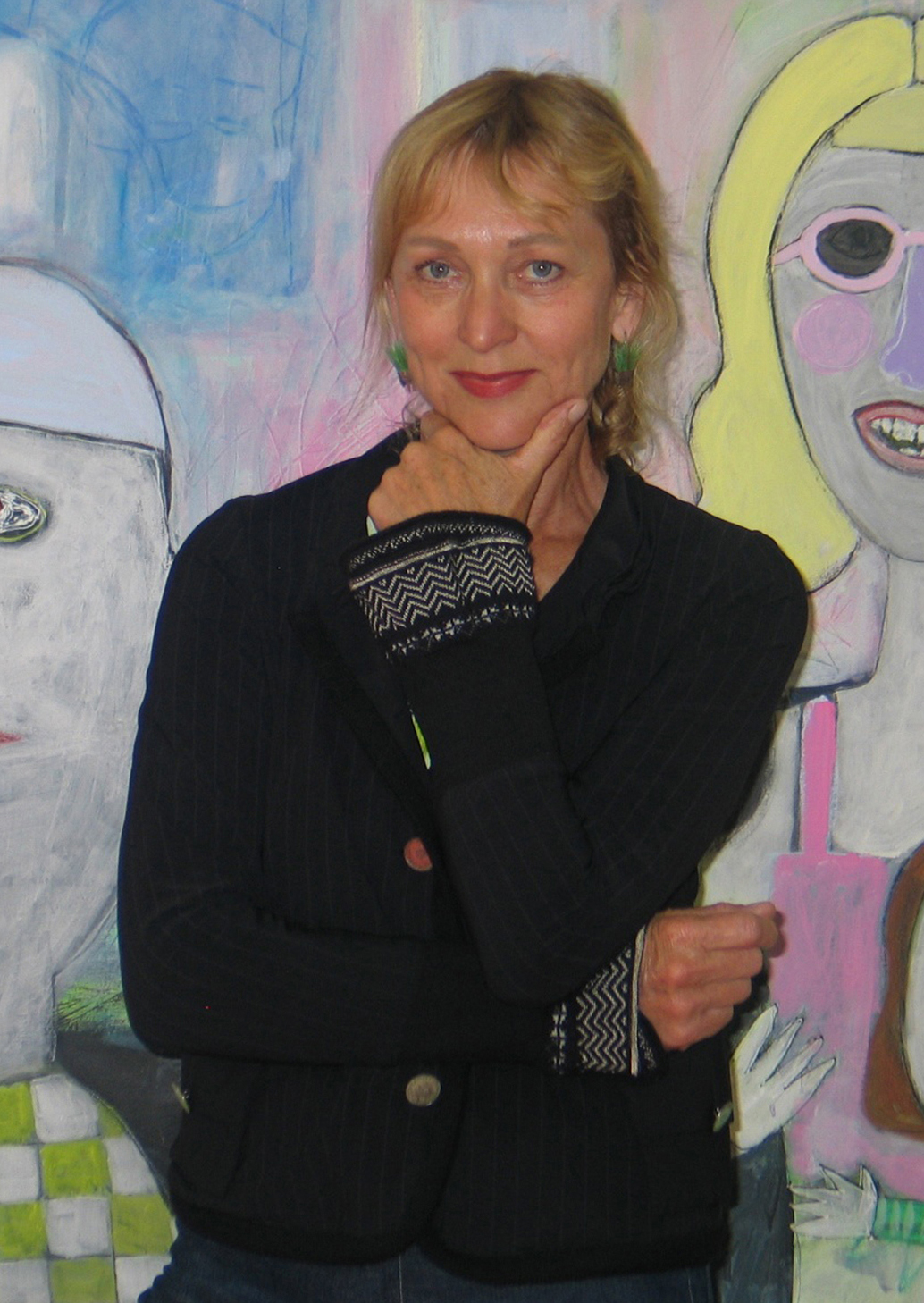
Inge Kurtz, 2009, vor eigenem Werk

Inge Kurtz (* 1949 in Grieskirchen) ist eine österreichisch-deutsche Malerin und Feature-Autorin.

## Leben
Nach dem Abitur studierte Kurtz zunächst Grafik und Malerei in Linz, später Publizistik in Wien und München. Im Jahr 1977 begann sie ihre journalistische Tätigkeit beim Bayerischen Rundfunk (Redaktion Zündfunk) in München. Seit 1980 arbeitet sie als Feature-Autorin für diverse ARD-Anstalten, vor allem für den Hessischen Rundfunk in Frankfurt. Im Jahr 1982 sendete der hr ihr Hörspiel Das dankbare Angriffsobjekt, das sich mit den Auswirkungen familiärer Gewalt befasste und mit dem deutschen Sozialpreis, sowie dem Elisabeth-Selbert-Preis ausgezeichnet wurde. Es folgten eine Vielzahl von Features und Radio-Projekten.
Zusammen mit Jürgen Geers gestaltete sie im Jahr 1982 das hr-documenta-Projekt Der Meinungscontainer – Akustische Graffiti, eine Versuchsanordnung in der Kasseler Fußgängerzone, in der Graffitikunst, soziale Interaktion und radiophone Gestaltungsmittel eine Momentaufnahme gesellschaftlichen Bewusstseins ermöglichen sollten. Das Hörspiel-Relikt dieses interaktiven Projekts wurde im Jahr 1983 mit dem Special-Price des Prix Italia ausgezeichnet.
Im Jahr 1985 folgte ein weiteres Medienprojekt: Die Aktion Liebes Volk, in der 350 unbekannte Deutsche der Aufforderung nachkamen, im Radio die Kunst der öffentlichen freien Rede auszuüben. Ein Vorhaben, das von der damaligen Bundestagspräsidentin Rita Süssmuth, dem Rhetorikprofessor Walter Jens, sowie dem Kabarettisten Dieter Hildebrandt unterstützt wurde.
In den Jahren von 1986 bis 1993 entstanden zahlreiche Originaltoncollagen, die unter anderem den Zweiten Weltkrieg thematisieren. Dokumentationen zu zeitgeschichtlich relevanten Themen sowie Porträts von zumeist unbekannten Menschen der Zeitgeschichte sind einige ihrer bevorzugten Themen.
In den Jahren von 1994 bis 1999 produzierten sie und Geers eine umfangreiche Collage aus zahlreichen Zeitzeugenerinnerungen: Unter dem Gras darüber. Die 16-Stunden-Sendung wurde am 28. November 1999 als Radiotag auf hr2 ausgestrahlt. Die Autoren wurden für diese Arbeit im Jahr 2000 mit dem Hörspielpreis der Kriegsblinden ausgezeichnet.
Neben ihrer Radioarbeit wandte sie sich seit Ende der 1990er Jahre verstärkt wieder der bildnerischen Arbeit zu. Es entstanden eine Vielzahl – teils großformatiger – Bilder, oft computergenerierte Pixelpaintings, in denen sich auch Graffiti- und Comicformen wiederfinden. Montage- und Collage-Techniken wurden genutzt, um Elemente von Zeichnung und Malerei mit fotografischen Sequenzen zu verschmelzen. Ihre Arbeiten wurden unter anderem in Wiesbaden, München, Passau, Wasserburg, Traunstein und Burghausen ausgestellt. Seit 2013 ist sie Mitglied der Künstlergruppe Die Burg, seit 2015 Mitglied der GEDOK-München. Sie lebt in Tittmoning-Törring (Rupertiwinkel).

## Auszeichnungen
- 1982: Deutscher Sozialpreis der Bundesarbeitsgemeinschaft der Freien Wohlfahrtspflege (BAGFW)
- 1983: Elisabeth-Selbert-Preis des Landes Hessen
- 1984: Spezialpreis des Prix Italia (zusammen mit Jürgen Geers)
- 1999: Hörspielpreis der Kriegsblinden (zusammen mit Jürgen Geers)
- 2023: Roter-Reiter-Preis (Landkreis, Stadt und Kunstverein Traunstein)[1]

## Werke (Auswahl)
- Wir machen's Euch vor, wir machen's Euch nach – Schüler spielen Schule, hr 1980
- Das dankbare Angriffsobjekt – Bericht aus einem Frauenhaus, hr 1982
- Gegen die Wand gesprochen – der Meinungscontainer, SFB 1984
- Im Feld, da ist der Mann noch was wert – ehemalige Wehrmachtsoldaten erzählen vom Krieg, hr 1986 – als CD-Edition im Hörverlag unter dem Titel Meine Erinnerung, ISBN 978-3-86717-748-1
- Es ist kein schöner Tod vom Feind erschlagen – ein Ehepaar erzählt von Krieg und Vertreibung, hr 1987 - als CD-Edition im Hörverlag unter dem Titel Meine Erinnerung, ISBN 978-3-86717-748-1
- Stell Dir vor es ist Krieg und keiner geht hin – Deutsche Deserteure erzählen, hr 1988 - als CD-Edition im Hörverlag unter dem Titel Meine Erinnerung, ISBN 978-3-86717-748-1
- Gewehr zur Hand und auf zum Schwur – Porträt einer österreichischen Partisanengruppe, SFB 1989
- Sprich, damit ich Dich sehe – Führung durch ein Kabinett der menschlichen Stimme, hr1989
- Nullgefühl – Porträt einer Rauschgiftsüchtigen, hr 1991
- Maikäfer flieg! - Kindheitserinnerungen an den Krieg, SFB/WDR 1993 - als CD-Edition im Hörverlag unter dem Titel Meine Erinnerung, ISBN 978-3-86717-748-1
- Frankfurt, eine deutsche Stadt erinnert sich. Mit Monika Held und Florian Schwinn, Hörspiel-Doku in CD-Box, Pool Dokumentation, Hessischer Rundfunk, Berlin, Frankfurt 1994
- Das Leben geht weiter – Vorstellungen vom Jenseits. Volksglaube im Originalton, hr1995
- Nichts als Sprüche – eine Hanswurstiade, hr 1996
- Unter dem Gras darüber – 100 Jahre Deutschland, hr 1999. Mit Jürgen Geers. Als Kassetten und CD-Edition im Hörverlag unter dem Titel Unter dem Gras darüber und Meine Geschichte, ISBN 978-3-86717-567-8
- Mit exorbitantem Respekt -  ein Porträt, Kabarettgeschichte(n) Gerhard Polt, hr 2002, Audio-CD hr, ISBN 3-89844-217-9
- Fernweh – der Abenteurer Georg Kirner, hr 2007
- Angekommen – geglückte Integration in Deutschland, hr 2011
- Kaftan und Lederhose – Völkerverständigung auf bayerisch, hr 2013